# Jaworzyński Żleb

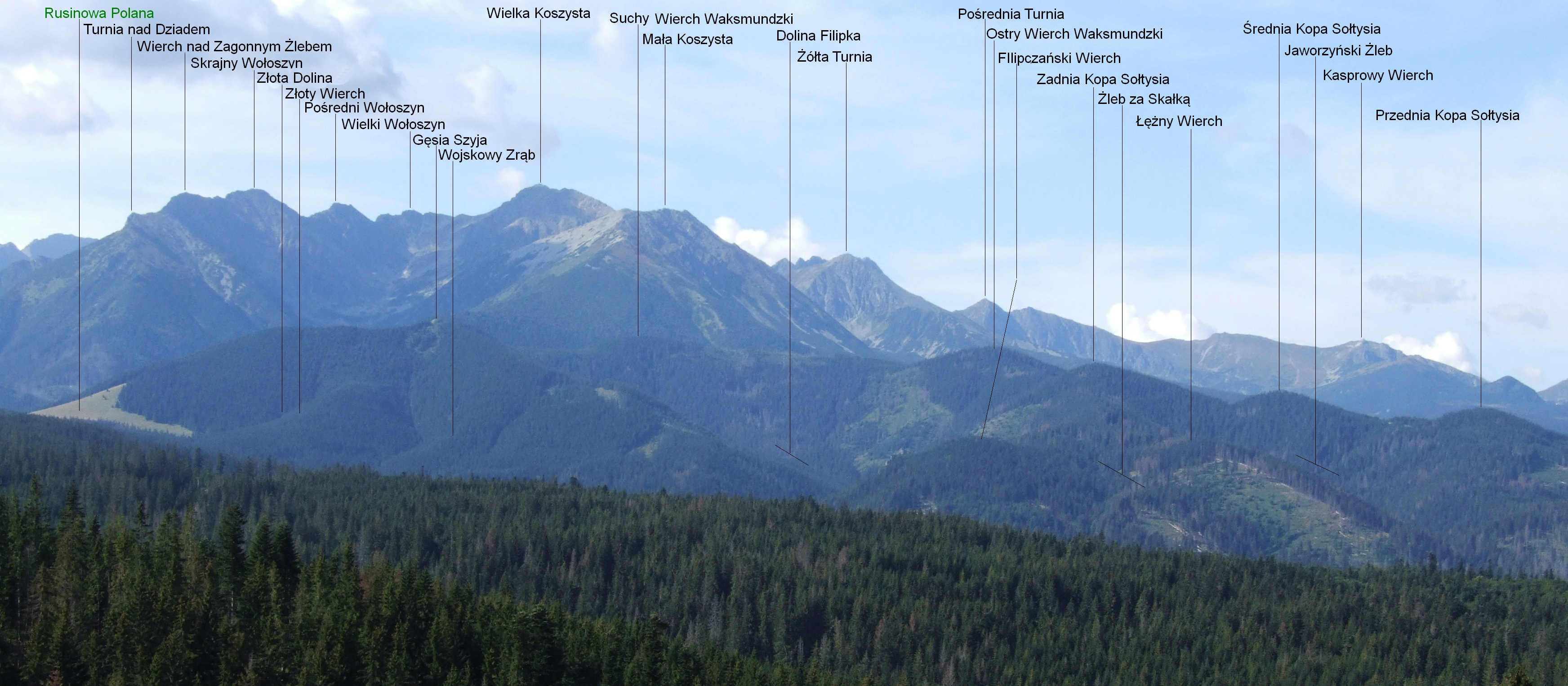
Widok z Głodówki

Jaworzyński Żleb – górna część Doliny Łężnej w polskich Tatrach Wysokich. Znajduje się w grupie Gęsia Szyja – Kopy Sołtysie. Opada spod Zadniej Kopy Sołtysiej, początkowo w kierunku północnym, a potem północno-wschodnim. Orograficznie prawe zbocza tworzy północno-wschodni grzbiet Zadniej Kopy Sołtysiej, Przysłop Filipczański i Łężny Wierch, lewe północno-zachodni grzbiet Zadniej Kopy Sołtysiej, Średnia Kopa Sołtysia oraz Przednia Kopa Sołtysia i jej północno-wschodni grzbiet.
Opada z wysokości około 1200–1000 m n.p.m. Jest to wąski żleb o skalistym dnie z progami skalnymi. Jego górna część tworzy dość rozległą dolinkę. Zbocza mają nachylenia 20-45°. Zarówno dno, jak i zbocza żlebu porasta las.
W żlebie znajduje się dziesięć niewielkich jaskiń, m.in. Jaskinia w Jaworzyńskim Żlebie, Grota w Jaworzyńskim Żlebie, Schron przy Grocie w Jaworzyńskim Żlebie, Łężna Dziura, Dziura za Porzeczkami, Zbójnicka Kapliczka i Nyża nad Jaworzyńskim Żlebem.